# Stanjevci
Stanjevci (mađarski: Kerkaszabadhegy, njemački: Perchtenstein), naselje u slovenskoj Općini Gornjim Petrovcima. Stanjevci se nalaze u pokrajini Prekomurju i statističkoj regiji Pomurju. Tu je odrastao i sada živi pisac i pjesnik Milan Vincetič, koji piše na slovenskom i prekomurskom jeziku.

## Stanovništvo
Prema popisu stanovništva iz 2002. godine naselje je imalo 195 stanovnika.